# Hesperornis
Hesperornis (que significa "pássaro ocidental") é um gênero de avê semelhante ao corvo-marinho que viveu durante a primeira metade da idade do Campaniano do período Cretáceo Superior (83,5–78 milhões de anos atrás). Foi uma das descobertas menos conhecidas do paleontólogo Marsh no final do século 19 durante o evento conhecido como Bone Wars, foi um achado inicial na história da paleontologia aviária. As localizações dos fósseis de Hesperornis incluem os calcários marinhos do Cretáceo Superior do Kansas e os xistos marinhos do Canadá. Nove espécies são reconhecidas, das quais oito foram recuperadas de rochas na América do Norte e uma na Rússia.

## Descrição

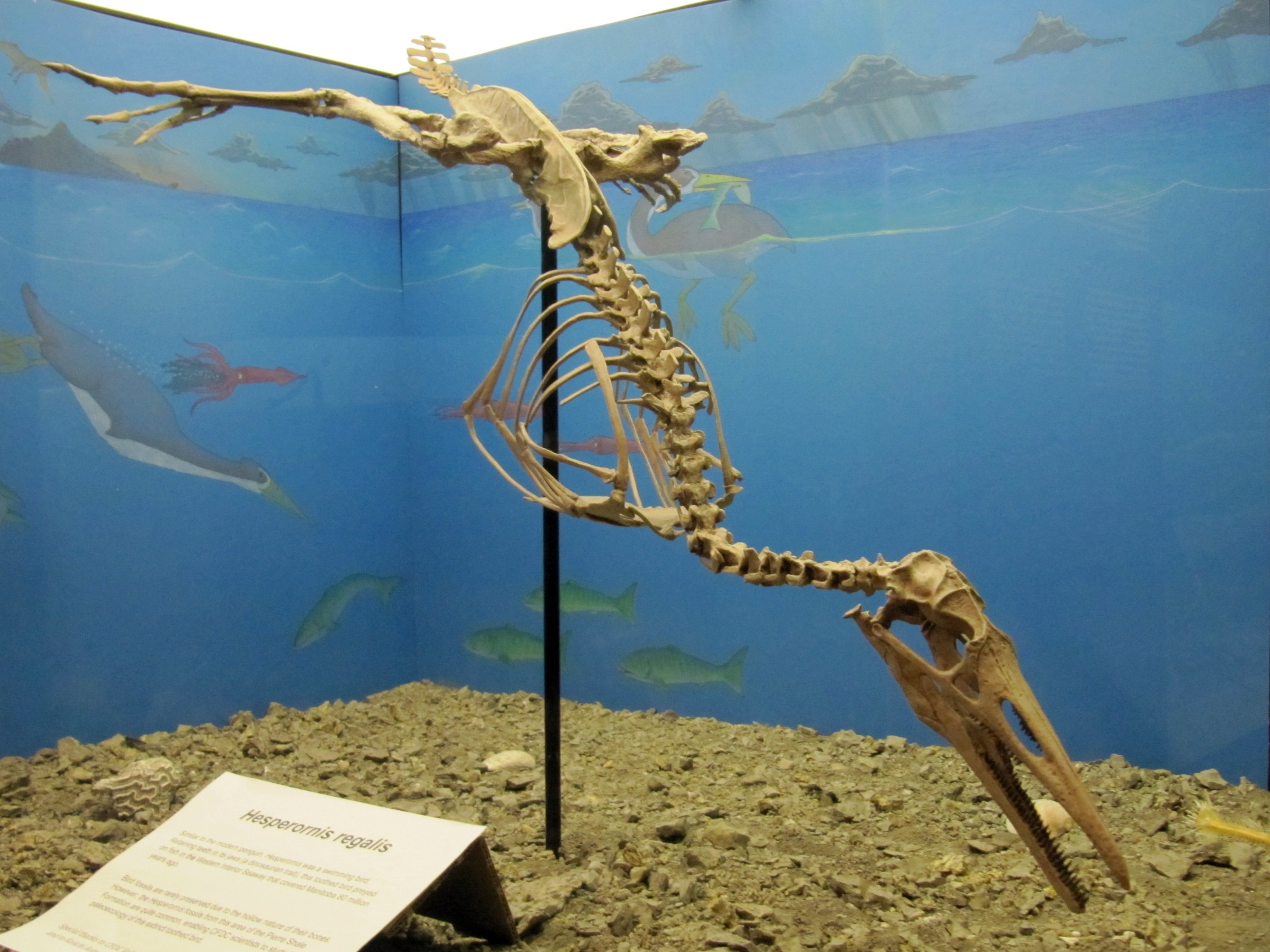
Fóssil completo de Hesperornis regalis.

Hesperornis era um avê grande, atingindo até 1,8 metros de comprimento. Ele praticamente não tinha asas e nadava com suas poderosas patas traseiras. Estudos nos pés inicialmente indicaram que Hesperornis e parentes tinham dedos lobados semelhantes aos mergulhões modernos, em oposição aos dedos palmados como visto na maioria das aves aquáticas, como mergulhões. Trabalhos mais recentes observando a morfometria dos pés em hesperornithiformes e aves marinhas modernas questionaram essa interpretação, tornando os dedos palmados tão prováveis quanto os dedos lobados para esse grupo. Como muitas outras aves mesozóicas, como Ichthyornis, Hesperornis tinha dentes, bem como um bico. Na linhagem hesperornitiforme, eles tinham um arranjo diferente do que em qualquer outra ave conhecida (ou em dinossauros terópodes não aviários), com os dentes assentados em um sulco longitudinal em vez de em cavidades individuais, em um caso notável de evolução convergente com mosassauros. Os dentes de Hesperornis estavam presentes ao longo de quase todo o maxilar inferior e na parte posterior do maxilar superior. A parte frontal da mandíbula superior (Pré-maxila) e a ponta do maxilar inferior careciam de dentes e provavelmente estavam cobertos por um bico. Estudos da superfície óssea mostram que pelo menos as pontas das mandíbulas sustentavam um bico duro e queratinoso semelhante ao encontrado nas aves modernas. O palato (céu da boca) continha pequenas depressões que permitiam que os dentes inferiores travassem no lugar quando as mandíbulas estavam fechadas. Eles também mantiveram uma articulação semelhante a um dinossauro entre os ossos da mandíbula inferior. Acredita-se que isso permitiu que eles girassem a porção posterior da mandíbula independentemente da anterior, permitindo assim que os dentes inferiores se desengatassem.

## Habitat
Hesperornis era principalmente marinho e vivia nas águas de mares rasos como o Cretaceous Seaway, o Estreito de Turgai e o Mar do Norte, que antes eram subtropicais a águas tropicais, muito mais quentes do que hoje. No entanto, alguns dos espécimes mais jovens conhecidos de Hesperornis foram encontrados em depósitos de água doce no interior da Formação Foremost, sugerindo que algumas espécies de Hesperornis podem ter se mudado, pelo menos parcialmente, para longe de um habitat principalmente marinho. Além disso, a espécie H. altus vem dos depósitos de água doce da Formação Judith River.

## Predação
Um osso da perna de um espécime Hesperornis descoberto na década de 1960 examinado por David Burnha e Bruce Rothschild continha marcas de mordida de um jovem plesiossauro, possivelmente um Dolichorhynchops.